# Ionelia Zaharia
Ionelia Zaharia (ur. 13 sierpnia 1985 w Racari) – rumuńska wioślarka.

## Osiągnięcia
- Mistrzostwa Świata Juniorów – Troki 2002 – ósemka – 1. miejsce[1].
- Mistrzostwa Świata Juniorów – Ateny 2003 – czwórka podwójna – 1. miejsce[1].
- Mistrzostwa Świata U-23 – Amsterdam 2005 – czwórka podwójna – 1. miejsce[1].
- Mistrzostwa Świata – Gifu 2005 – czwórka podwójna – 7. miejsce[1].
- Mistrzostwa Świata U-23 – Hazewinkel 2006 – czwórka podwójna – 1. miejsce[1].
- Mistrzostwa Świata – Monachium 2007 – czwórka podwójna – 8. miejsce[1].
- Mistrzostwa Europy – Poznań 2007 – czwórka podwójna – 2. miejsce[1].
- Igrzyska Olimpijskie – Pekin 2008 – dwójka podwójna – 9. miejsce[1].
- Mistrzostwa Europy – Ateny 2008 – czwórka podwójna – 1. miejsce[1].
- Mistrzostwa Świata – Poznań 2009 – ósemka – 2. miejsce[1].
- Mistrzostwa Europy – Brześć 2009 – ósemka – 1. miejsce[1].
- Mistrzostwa Europy – Montemor-o-Velho 2010 – ósemka – 1. miejsce[1].